# Puccinia maurea
Puccinia maurea är en svampart som beskrevs av G. Cunn. 1930. Puccinia maurea ingår i släktet Puccinia och familjen Pucciniaceae.   Inga underarter finns listade i Catalogue of Life.